# John Bryson (Politiker, 1943)

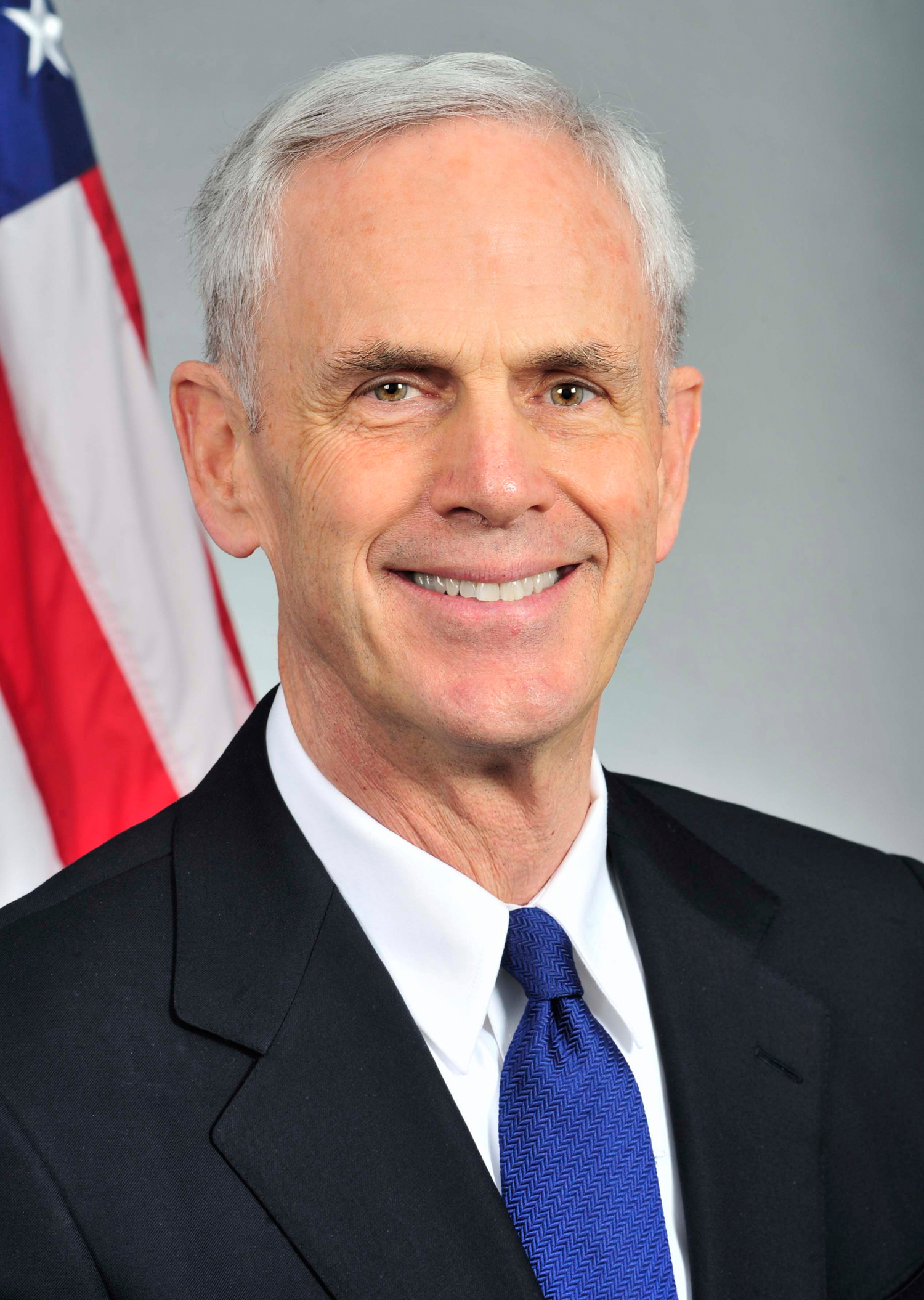
John Bryson (offizielles Porträt, 2011)

John E. Bryson (* 24. Juli 1943 in New York City, New York; † 13. Mai 2025 in San Marino, Kalifornien) war ein US-amerikanischer Unternehmer und Politiker. Nachdem er am 31. Mai 2011 von US-Präsident Barack Obama als neuer Handelsminister der Vereinigten Staaten nominiert worden war, übte er dieses Amt vom 21. Oktober 2011 bis zum 21. Juni 2012 aus.

## Leben

### Ausbildung und Karriere in der Privatwirtschaft
John Bryson erwarb 1965 den Bachelor of Arts an der Stanford University; es folgte 1969 der Juris Doctor an der Yale Law School. Gemeinsam mit einigen Yale-Kommilitonen rief er 1970 das Natural Resources Defense Council ins Leben, eine gemeinnützige Umweltschutzorganisation, für die er in den folgenden Jahren als juristischer Berater tätig war. Außerdem wurde er Vorsitzender des California State Water Resources Control Board und amtierte von 1979 bis 1982 als Präsident der California Public Utilities Commission, der Aufsichtsbehörde für die öffentlichen Versorgungsbetriebe Kaliforniens.
In der Folge ging Bryson in die Privatwirtschaft. 1984 wurde er Vizepräsident des Energieversorgers Edison International; 1990 stieg er dort zum Vorsitzenden des Board of Directors und CEO auf, was er bis zum Juli 2008 blieb. Ab dem Jahr 2000 fungierte er auch als Präsident des Unternehmens. Er saß ferner als Direktor im Vorstand von Boeing, der W. M. Keck Foundation und der Walt Disney Company. Überdies wurde er Kurator der Stanford University und des California Institute of Technology.
Bryson war Mitglied des International Advisory Council des deutsch-amerikanischen Netzwerkes Atlantik-Brücke. 2011 wurde er in die American Academy of Arts and Sciences gewählt.

### Ernennung zum US-amerikanischen Handelsminister
Am 31. Mai 2011 wurde John Bryson von Präsident Obama als künftiger Handelsminister der Vereinigten Staaten vorgestellt. Er sollte die Nachfolge von Gary Locke antreten, der neuer US-Botschafter in der Volksrepublik China wurde, wo er den Platz von Jon Huntsman einnahm. Bryson solle „ein wichtiger Teil des Wirtschaftsteams“ des Präsidenten werden, erklärte Obama in einer kurzen Ansprache. Allerdings erklärten die republikanischen Mitglieder des US-Senats, sie würden jede Bestätigung eines Ministerkandidaten blockieren, solange drei Handelsverträge mit Kolumbien, Panama und Südkorea nicht zu ihrer Zufriedenheit ratifiziert seien. Weitere Kandidaten für das Ministeramt waren unter anderem der Handelsvertreter der Vereinigten Staaten, Ron Kirk, und Ex-Google-CEO Eric Schmidt.
Ab dem 21. Oktober 2011 war Bryson nach der Bestätigung des Senats mit 74:26 Stimmen Handelsminister der Vereinigten Staaten und somit Nachfolger von Gary Locke.
Am 11. Juni 2012 bat er Präsident Obama um sofortige Beurlaubung vom Amt aus medizinischen Gründen. Zwei Tage zuvor, am 9. Juni, war er in San Gabriel (Kalifornien) in einen kleineren Auffahrunfall verwickelt gewesen. Kurze Zeit später war er bei einer weiteren Kollision im Nachbarort Rosemead unverletzt, aber bewusstlos in seinem Fahrzeug aufgefunden worden, wie es in einer Mitteilung des Los Angeles County Sheriff’s Department hieß. Das Handelsministerium teilte mit, dass Bryson sich über Nacht zur Behandlung im Krankenhaus befand. Brysons Stellvertreterin Rebecca Blank übernahm geschäftsführend die Leitung des Handelsministeriums. Am 21. Juni 2012 erklärte Bryson seinen Rücktritt.